# Порозиха (река)
Порозиха — река в России, протекает по Усть-Пристанскому, Алейскому и Шипуновскому районам Алтайского края. Устье реки находится в 164 км от устья реки Чарыш по правому берегу. Длина реки составляет 82 км, площадь водосборного бассейна — 1350 км².

## Притоки
(от устья)
- Ключи (лв)
- Грязнуха (Талина) (пр)
- Плотовка (пр)
- 37 км: Крутиха (пр)
- Мостовка (лв)
- Пашиха (пр)
- 49 км: Тимошиха (пр)
- 54 км: река без названия (пр)
- Кауров (пр)
- Ярки (лв)
- Березовый (лв)
- Падун (пр)

## Данные водного реестра
По данным государственного водного реестра России относится к Верхнеобскому бассейновому округу, водохозяйственный участок реки — Обь от слияния рек Бия и Катунь до города Барнаул, без реки Алей, речной подбассейн реки — бассейны притоков (Верхней) Оби до впадения Томи. Речной бассейн реки — (Верхняя) Обь до впадения Иртыша.